# Pietro Badoglio
Pietro Badoglio (Grazzano Monferrato, 28 settembre 1871 – Grazzano Badoglio, 1º novembre 1956) è stato un generale e politico italiano, maresciallo d'Italia, senatore e capo del governo dal 25 luglio 1943 all'8 giugno 1944. Fu nominato motu proprio dal re Vittorio Emanuele III marchese del Sabotino e duca di Addis Abeba.
Dopo la deposizione di Mussolini guidò un governo militare durante la seconda guerra mondiale, che condusse il Paese all'armistizio dell'8 settembre 1943. Badoglio fu anche Segretario di Stato durante il governo Mussolini. Pietro Badoglio fu poi inserito nella lista dei criminali di guerra dell'ONU, su richiesta dell'Etiopia, per l'uso di armi chimiche sui soldati e sulla popolazione civile, ma non venne mai processato.

## Biografia

### Giovinezza ed esordi nell'esercito

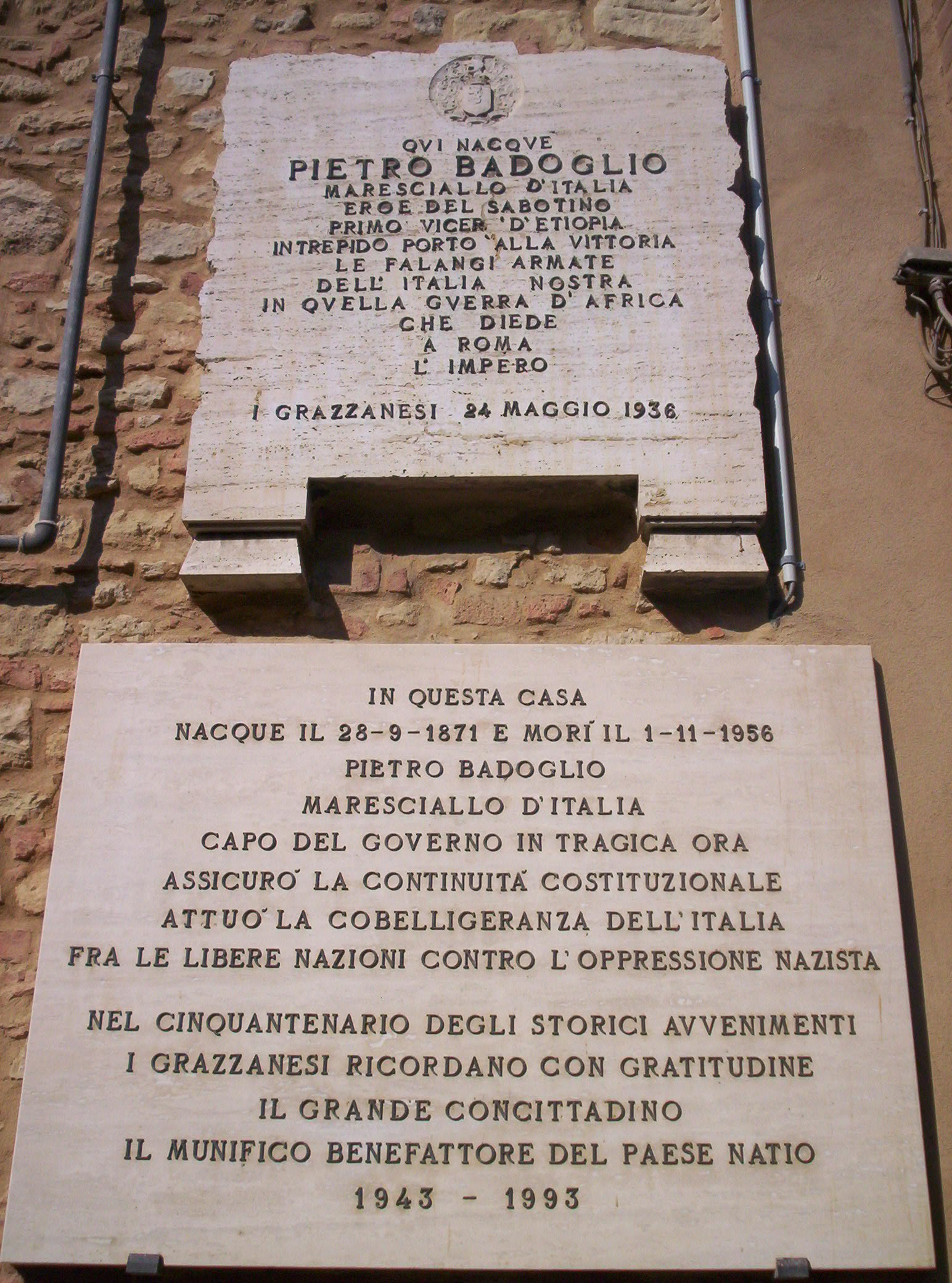
Targhe commemorative sulla casa natale di Pietro Badoglio a Grazzano Badoglio

Figlio di Mario Badoglio, modesto proprietario terriero, e di Antonietta Pittarelli, facoltosa borghese, il 5 ottobre 1888 fu ammesso all'Accademia Reale di Torino, dove conseguì il grado di sottotenente il 16 novembre 1890 e di tenente il 7 agosto 1892. Nel febbraio 1896 fu inviato in Eritrea con il generale Antonio Baldissera e partecipò alla spedizione su Adigrat per liberare dall'assedio il maggiore Marcello Prestinari. Successivamente rimase sino alla fine del 1898 di guarnigione sull'altopiano, ad Adi Keyh. Tornato in Italia, dopo aver frequentato la Scuola di guerra dell'esercito fu promosso capitano il 13 luglio 1903 e partecipò fin dall'inizio alla guerra italo-turca (1911-12), ove fu decorato al valor militare per aver organizzato l'azione di Ain Zara e promosso maggiore per merito di guerra per aver pianificato l'occupazione dell'oasi di Zanzur.

### Prima guerra mondiale

#### Ascesa di Badoglio nei primi due anni di guerra
Tenente colonnello il 25 febbraio del 1915, all'inizio della prima guerra mondiale Pietro Badoglio fu assegnato allo Stato Maggiore della 2ª Armata e al comando della 4ª divisione, nel cui settore insisteva il monte Sabotino, privo di vegetazione e ampiamente fortificato dagli austriaci anche tramite numerose gallerie, che fino ad allora era giudicato imprendibile. In tale occasione riuscì a convincere lo Stato Maggiore che per conquistare quella cima bisognava ricorrere a una tattica diversa da quella dell'attacco frontale, che aveva provocato migliaia di morti.
Invece di uscire allo scoperto, Badoglio ebbe l'idea di espugnarlo attraverso un dedalo di gallerie scavate nella roccia, a un livello inferiore a quelle austriache, quasi a contatto delle posizioni nemiche. I lavori per scavare e rafforzare le successive trincee durarono mesi.
Nel frattempo Badoglio, promosso colonnello nell'aprile 1916 e divenuto capo di stato maggiore del VI Corpo d'armata, continuò a dirigere i lavori e comandò personalmente la brigata che prese d'assalto di sorpresa il Sabotino e ne effettuò la conquista, con poche perdite, il 6 agosto 1916. Fu quindi promosso maggior generale per merito di guerra e, in novembre, assunse il comando della Brigata Cuneo. Nel maggio del 1917 fu incaricato nel comando (incarichi superiori al grado) del II Corpo d'armata qualche giorno prima dell'inizio della decima battaglia dell'Isonzo e conquistò il monte Vodice e il monte Cucco, posizioni ritenute anch'esse quasi imprendibili.
Fu allora che il comandante della 2ª Armata, Luigi Capello, propose la promozione di Badoglio a tenente generale per merito di guerra e, nella successiva undicesima battaglia dell'Isonzo, lo destinò al comando del XXVII Corpo d'armata.

#### Disfatta di Caporetto e responsabilità di Badoglio
Il capo di stato maggiore dell'Esercito italiano era Luigi Cadorna. Sul fronte dell'Isonzo, Cadorna aveva disposto, a sud (destra), la 3ª Armata comandata dal Duca d'Aosta e costituita da quattro corpi d'armata; a nord (sinistra), la 2ª Armata, comandata dal generale Luigi Capello, e costituita da otto corpi d'armata. L'offensiva austro-tedesca iniziò alle ore 2:00 del 24 ottobre 1917 con tiri di preparazione dell'artiglieria, prima a gas, poi a granate fino alle 5:30 circa. Verso le 6 cominciò un violentissimo tiro di distruzione a preparazione dell'attacco delle fanterie. I rapporti del comando d'artiglieria del XXVII Corpo d'armata (colonnello Cannoniere) indicano che il tiro tra le ore 2 e le 6 produsse perdite molto lievi. Solo nella conca di Plezzo i gas ebbero effetti più gravi.
L'attacco delle fanterie cominciò alle ore 8:00 con uno sfondamento immediato sull'ala sinistra nella conca di Plezzo, sul fianco sinistro della 2ª armata. Tale parte di fronte era presidiata a sud, tra Tolmino e Gabrije (paese a metà strada tra Tolmino e Caporetto), dal XXVII Corpo d'armata di Pietro Badoglio. A complicare le cose sopraggiunse la situazione, leggermente meno drammatica, del fronte del IV Corpo d'armata (Cavaciocchi), confinante a sud con il corpo d'armata comandato da Badoglio. Il vero disastro, infatti, cominciò quando il nemico arrivò a Caporetto da entrambi i lati dell'Isonzo.
La debole, intempestiva e inefficace risposta delle artiglierie italiane sul fronte del XXVII Corpo d'armata è una delle ragioni accertate dello sfondamento, ma il motivo per cui ciò avvenne è tutt'oggi fonte di disquisizioni. Incuneato tra i due corpi d'armata e in posizione più arretrata era stato disposto molto frettolosamente anche il VII Corpo d'armata comandato dal generale Luigi Bongiovanni. La sua efficacia fu nulla. La mancanza di riserve dietro il IV Corpo d'armata fu senz'altro uno dei motivi principali che contribuirono alla disfatta.
Nel dettaglio, le ragioni che permisero lo sfondamento furono:
- Disposizione eccessivamente offensiva della 2ª Armata (generale Capello) e in particolare del XXVII Corpo d'armata (Badoglio), con le artiglierie e alcune unità (tre divisioni su quattro sulla sinistra dell'Isonzo) troppo avanzate rispetto alla prima linea di fronte e un fianco sinistro eccessivamente debole.
- Comunicazioni difettose a tutti i livelli, rese ancora più precarie dalle condizioni meteorologiche (pioggia battente e nebbia a valle; bufere di neve in quota) e conseguente assenza di azioni di comando e di manovra.
- Mancanza di esperienza difensiva: le precedenti undici battaglie dell'Isonzo erano state tutte offensive.
- Utilizzo difettoso e di scarsa efficacia dell'artiglieria. L'ordine, più o meno esplicito, di non rispondere al tiro di preparazione (ore 2 - 6) era, infatti, fino ad allora, la regola di utilizzo delle artiglierie nell'esercito italiano. Solo nella primavera del 1918, e proprio a causa della sconfitta di Caporetto, furono cambiate le regole di risposta al fuoco.
- Debolezza e disposizione sbilanciata delle riserve, tutte a sud della linea di sfondamento.

Badoglio, pur essendo a pochi chilometri dal fronte, seppe dell'attacco delle fanterie nemiche solo verso mezzogiorno e riuscì a comunicarlo al comando della 2ª Armata (Capello) soltanto qualche ora dopo. Cadorna seppe della gravità dello sfondamento e del fatto che il nemico aveva conquistato alcune forti posizioni solo alle ore 22.
A parere dei suoi sostenitori, Badoglio si trovò completamente isolato durante il resto del 24 ottobre e fu costretto continuamente a spostare la sua postazione di comando, perché soggetto a massicci e precisi tiri dell'artiglieria nemica; ciò in quanto i suoi messaggi in chiaro, trasmessi via radio, indicanti ai reparti le nuove posizioni del comando, venivano sistematicamente intercettati. Nel contempo le pessime condizioni meteorologiche impedivano l'uso anche dei segnali ottici e acustici. Tale situazione logistica impedì a Badoglio di svolgere un'azione di comando incisiva e, al momento giusto, non fu in grado di dare alle sue artiglierie l'ordine del tiro controffensivo, condizione imprescindibile per la difesa dei reparti, in quanto, in precedenza, aveva dato la precisa disposizione che la controffensiva sarebbe dovuta iniziare solo dietro suo ordine esplicito.
Al di là delle responsabilità di singole piccole e medie unità, le colpe maggiori di ordine strategico non possono che essere attribuite al comando supremo (Cadorna) e al comando d'armata interessato (Capello), mentre quelle di ordine tattico ai tre comandanti dei corpi d'armata coinvolti (oltre che Badoglio, quindi, anche Cavaciocchi e Bongiovanni). Tutti vennero giudicati colpevoli dalla commissione d'inchiesta di prima istanza del 1918-19, con l'unica eccezione di Badoglio.
Tuttavia l'errore tattico più sconcertante e oggettivamente misterioso fu operato da Badoglio sul suo fianco sinistro (riva destra dell'Isonzo tra la testa di ponte austriaca davanti a Tolmino e Caporetto). Questa linea, lunga pochi chilometri, costituiva il confine tra la zona di competenza del corpo d'armata di Badoglio (riva destra) e la zona assegnata al corpo d'armata di Cavaciocchi (riva sinistra). Nonostante che tutte le informazioni indicassero proprio in questa linea la direttrice dell'attacco nemico, la riva destra fu lasciata praticamente sguarnita, con il solo presidio di piccoli reparti, mentre il grosso della 19ª divisione e della brigata Napoli era arroccato sui monti sovrastanti. In presenza di nebbia fitta e pioggia, le truppe italiane in quota non si accorsero minimamente del passaggio dei tedeschi in fondovalle e, in sole quattro ore, le unità tedesche risalirono la riva destra, arrivando integre a Caporetto, sorprendendo alle spalle le unità del IV Corpo d'armata (Cavaciocchi).

#### Conseguenze della disfatta e vittoria finale
Il 25 ottobre 1917 il Parlamento italiano negò la fiducia al governo presieduto da Paolo Boselli, che fu costretto a dimettersi. Il 30 ottobre si costituì il governo guidato da Vittorio Emanuele Orlando, il quale, nei colloqui dei giorni precedenti, aveva richiesto al re la rimozione di Cadorna. Tale richiesta fu presentata il 5 novembre anche dai primi ministri di Francia e Regno Unito e dai comandanti supremi delle truppe alleate Foch e Robertson; la sostituzione di Cadorna fu imposta come condizione per l'invio dei rinforzi alleati.
Di conseguenza, con Regio Decreto del 9 novembre 1917, il generale Armando Diaz, fino a quel momento comandante del XXIII Corpo d'armata (non investito direttamente nella disfatta), fu nominato capo di stato maggiore dell'Esercito italiano. A Diaz furono affiancati, con il grado di sotto-capo di stato maggiore (vice-comandante), i generali Gaetano Giardino e Pietro Badoglio. Successivamente, il 7 febbraio 1918, Badoglio rimase vice-comandante unico.
Il 12 gennaio 1918, con Regio Decreto n. 35, fu istituita la Commissione d'inchiesta su Caporetto, che concluse i lavori solo il 13 agosto 1919, a guerra finita, quando Pietro Badoglio stava per succedere a Diaz in qualità di capo di stato maggiore dell'Esercito italiano. Ciò spiega perché la Commissione confermò l'attribuzione della colpa della disfatta a Luigi Cadorna, estendendola a Luigi Capello, Alberto Cavaciocchi e Luigi Bongiovanni, pur ammettendo un concorso di circostanze sfavorevoli, senza il generale Badoglio; sembra, anzi, che tredici pagine riguardanti l'operato di Badoglio siano state sottratte dalla relazione al momento della sua presentazione in Parlamento.
Il giudizio degli storici sull'operato di Badoglio come vicecapo di stato maggiore è generalmente positivo. Secondo Carlo Sforza, Badoglio rappresentò il contraltare ardimentoso all'equilibrio sensato e freddo del comandante Diaz. Introdusse un nuovo criterio organico nell'avviamento delle nuove classi di leva, raggruppandole in reparti omogenei, in modo che la loro freschezza non si diluisse e si raffreddasse a contatto con i veterani; ammaestrato dall'esperienza, curò meglio il servizio d'informazioni e, sia pur riluttante, approvò la vittoriosa manovra aggirante che consentì all'esercito il conseguimento della vittoria finale nella battaglia di Vittorio Veneto. Il 3 luglio 1919 gli venne conferita la medaglia d'argento al valore militare per le operazioni di ripiegamento sul fiume Tagliamento durante la ritirata successiva alla battaglia di Caporetto. Alla fine della guerra (1918) fece parte della commissione che a Padova ottenne l'armistizio del 4 novembre con gli austriaci. Il 6 novembre 1918 fu nominato cavaliere di gran croce dell'Ordine militare di Savoia.

### Primo dopoguerra e avvento del fascismo
Nominato senatore il 24 febbraio 1919, il 13 settembre successivo il presidente del consiglio Francesco Saverio Nitti lo nominò commissario straordinario militare per la Venezia Giulia. Rivestiva tale ruolo quando Gabriele D'Annunzio procedette all'Impresa di Fiume; lo rimase sino al mese di novembre.
Il 2 dicembre 1919 Badoglio fu promosso generale d'esercito e nominato capo di stato maggiore dell'Esercito, succedendo ad Armando Diaz; ricoprì tale incarico sino al 3 febbraio 1921, quando venne collocato a disposizione per ispezioni, divenendo anche membro del Consiglio per l'Esercito.
Alla vigilia della marcia su Roma (ottobre 1922), Badoglio fu consultato dal re sulla gravità della situazione. Il generale piemontese sostenne che la dimostrazione si sarebbe dispersa al primo colpo di arma da fuoco, e per ristabilire la situazione chiese poteri straordinari, che però non gli vennero concessi. Nel 1923, dopo l'insediamento del fascismo, fu nominato dietro sua richiesta ambasciatore in Brasile.
Il 4 maggio 1925 assunse per primo l'istituenda carica di capo di stato maggiore generale, che mantenne per oltre quindici anni, sino al 4 dicembre 1940. Riprese inoltre l'incarico, collegato alla carica precedente, di capo di stato maggiore dell'Esercito. Il 17 giugno 1926 fu promosso maresciallo d'Italia (insieme a Enrico Caviglia, Emanuele Filiberto Duca d'Aosta, Gaetano Giardino e Guglielmo Pecori Giraldi), grado istituito appositamente per quegli ufficiali che si erano particolarmente distinti durante la guerra mondiale, in precedenza attribuito solamente a Diaz e a Cadorna. Il 1º febbraio 1927 lasciò l'incarico di capo di stato maggiore dell'Esercito al generale Giuseppe F. Ferrari.

### Soppressione delle rivolte libiche e deportazioni
(Lettera di Badoglio a Graziani, 20 giugno 1930)

Foto di Badoglio del 1934 con dedica autografa

Il 18 dicembre 1928 fu nominato governatore unico della Tripolitania e della Cirenaica. Tre giorni prima di partire per Tripoli gli fu conferito il Collare dell'Ordine dell'Annunziata, insieme agli altri tre marescialli d'Italia nominati nel 1926.
In quanto governatore della Tripolitania italiana (governatore della Cirenaica era il suo vice Graziani), il 20 giugno 1930 Badoglio dispose la deportazione forzata della popolazione del Gebel: centomila persone furono costrette a lasciare tutti i propri beni, portando con sé soltanto il bestiame. La massa dei deportati fu rinchiusa in tredici campi di concentramento nella regione centrale della Libia, dopo una marcia forzata di oltre mille chilometri nel deserto. Solo in sessantamila sopravvissero alla deportazione (1932-33).
Secondo l'accademico libico-americano Ali Abdellatif Ahmida, Badoglio sarebbe stato "l'artefice dei piani originali per collocare le persone nei campi di concentramento in vista dello sterminio".
In seguito alla cattura l'11 settembre del 1931 del capo dei ribelli Omar al-Mukhtār Badoglio ordinò al generale Graziani di uccidere il prigioniero. Si legge nel telegramma di «fare regolare processo e conseguente sentenza, che sarà senza dubbio pena di morte, farla eseguire in uno dei grandi concentramenti popolazione indigena». Badoglio dispose quindi di far eseguire la sentenza nel più importante campo di concentramento per libici, in modo che fosse vista dal maggior numero di persone.
Sotto il profilo dell'amministrazione civile della colonia, Badoglio perseguì l'attuazione di un ampio programma di opere pubbliche, quali la progettazione della lunga strada litoranea e la realizzazione di edifici pubblici nelle città di Tripoli e Bengasi. Fu richiamato in Italia il 4 febbraio 1934.

### Conquista coloniale e uso delle armi chimiche

Badoglio durante la campagna d'Etiopia

Il 30 novembre 1935 Badoglio fu inviato a Massaua quale comandante del corpo di spedizione in Etiopia, in sostituzione del generale Emilio De Bono. Quest'ultimo aveva aperto le ostilità con l'Impero etiopico il 3 ottobre precedente, con l'occupazione di Adigrat, Adua, Axum e Macallè, ma stava procedendo troppo lentamente per i canoni del regime fascista. Badoglio non trovò una situazione particolarmente favorevole. Le truppe italiane si erano spinte circa cento chilometri avanti e gli abissini, riorganizzatisi, avevano ripreso l'iniziativa da entrambi i lati, con l'intenzione di tagliare in due l'offensiva degli invasori.
Badoglio, anziché proseguire nell'avanzata, prese ulteriore tempo per migliorare la situazione logistica e tattica, ripiegando su Axum. Dopo aver atteso l'arrivo di altre tre divisioni, più altre due sul fronte somalo, poté disporre di 200 000 uomini, 750 cannoni, 7 000 mitragliatrici e 350 aerei, contro 215 000 abissini, pressoché privi di artiglieria e aeroplani. Il Maresciallo, con una manovra convergente sostenuta dall'artiglieria e dall'aviazione, riprese l'iniziativa dopo tre mesi di sosta, conseguendo la vittoria dell'Amba Aradam (11-15 febbraio 1936) e annientando il grosso dell'esercito nemico (80 000 uomini). Il 28 febbraio occupò l'Amba Alagi e il 31 marzo, presso il lago Ascianghi, sbaragliò la guardia del corpo del negus, mentre quest'ultimo fuggiva imbarcandosi a Gibuti. Il 5 maggio 1936, alle ore 16, Badoglio entrava vittorioso in Addis Abeba. Quattro giorni dopo, dal balcone di Piazza Venezia a Roma, Mussolini proclamava ufficialmente la costituzione dell'Impero, con Badoglio viceré.
Già nel luglio del 1936 il deposto imperatore Hailé Selassié aveva denunciato all'assemblea della Società delle Nazioni che «Mai, sinora, vi era stato l'esempio di un governo che procedesse allo sterminio di un popolo usando mezzi barbari, violando le più solenni promesse fatte a tutti i popoli della Terra, che non si debba usare contro esseri umani la terribile arma dei gas venefici». A partire dal 1965, con la pubblicazione del volume di Angelo Del Boca "La guerra d'Abissinia 1935-1941", è stata fatta luce sulle modalità di combattimento impiegate dagli italiani durante l'invasione dell'Etiopia. L'aviazione italiana, contravvenendo al Protocollo di Ginevra del 17 giugno 1925, sottoscritto anche dall'Italia, utilizzò su larga scala il gas iprite.
I documenti pubblicati dimostrano che Mussolini in persona aveva espressamente autorizzato Badoglio all'uso dei gas tra il 28 dicembre 1935 e il 5 gennaio 1936 e tra il 19 gennaio e il 10 aprile. Un'ulteriore autorizzazione fu data per la repressione dei resistenti. Il Maresciallo, tuttavia, aveva già cominciato autonomamente l'uso delle armi chimiche sin dal 22 dicembre 1935; è responsabile di almeno 65 bombardamenti all'iprite sul fronte Nord etiope tra questa data e il 29 marzo 1936, per un totale di più di 1 000 bombe C-500-T.
A guerra terminata, Badoglio chiese di lasciare la carica di viceré d'Etiopia, per tornare a svolgere le funzioni di capo di stato maggiore. L'11 settembre 1936 il Duce accolse la richiesta e nominò viceré Rodolfo Graziani. Contemporaneamente il Duce comunicò a Badoglio che il re lo aveva nominato, motu proprio, duca di Addis Abeba e gli fu consegnata la tessera onoraria del Partito Nazionale Fascista, retrodatata al 5 maggio, giorno dell'occupazione di Addis Abeba.
Il 1º novembre 1937 venne nominato presidente del Consiglio Nazionale delle Ricerche succedendo allo scomparso Guglielmo Marconi. Il suo nome appare tra i firmatari del Manifesto della razza in appoggio all'introduzione delle leggi razziali fasciste. Nel 1938 il suo paese di nascita assunse il nome di Grazzano Badoglio.

### Seconda guerra mondiale

#### Entrata in guerra
Il 29 maggio 1940 Benito Mussolini convocò a Palazzo Venezia il maresciallo Badoglio e tutto lo stato maggiore dell'esercito, in una riunione segreta, comunicando la decisione di entrare in guerra a fianco della Germania. Il 10 giugno successivo l'Italia dichiarava guerra alla Francia e al Regno Unito e, contemporaneamente, Vittorio Emanuele III firmava il decreto che conferiva a Mussolini il comando operativo di tutte le Forze Armate. Pare ormai acclarato che tale delega sia stata proposta dallo stesso Badoglio.
Il Maresciallo, intimamente contrario a sferrare un attacco al quale non riconosceva possibilità di successo aveva disposto solo piani difensivi per il Fronte Occidentale, quello con la Francia. Quando il Duce ebbe necessità di attaccare – essendo imminente la resa dei francesi di fronte ai tedeschi - Badoglio traccheggiò, adducendo difficoltà a elaborare piani offensivi. Il 18 giugno la Francia venne investita dall'attacco di oltre 300 000 uomini. Nonostante la rotta generale dell'esercito francese le truppe italiane segnarono il passo e, il 23 giugno, alla fine delle ostilità, l'offensiva aveva prodotto la conquista della sola cittadina di frontiera di Mentone, costata 1 237 morti e dispersi, contro 187 vittime francesi. Il 24 giugno Badoglio presiedette la Commissione d'armistizio con la Francia a Villa Incisa, all'Olgiata, presso Roma.
Nell'ottobre del 1940, Mussolini, in un incontro riservato a Palazzo Venezia comunicò a Badoglio e a Mario Roatta, all'epoca sottocapo di stato maggiore dell'Esercito, l'intenzione di dichiarare guerra alla Grecia. Secondo quanto sostenne Roatta, i due generali fecero presente al capo del governo l'esigenza di impiegare almeno venti divisioni, per il cui trasferimento in Albania sarebbero stati necessari almeno altri tre mesi. Dai verbali della riunione ufficiale con l'intero stato maggiore, che si tenne il 15 ottobre alle ore 11, risulta che Badoglio non abbia posto alcuna obiezione, approvando passivamente l'intervento militare.
Il 22 ottobre scrisse una lettera a Cesare Maria De Vecchi, governatore del Dodecaneso.
Ordina così di iniziare a silurare tre ore prima della dichiarazione di guerra prevista per le 3:00 del mattino.
Successivamente, il 10 novembre, dopo i primi rovesci militari, si tenne un'ulteriore riunione tra Mussolini e i Capi di stato maggiore. In tale occasione Badoglio fu lapidario: non poteva essere addebitata alcuna colpa allo stato maggiore dell'esercito che, sin dal 14 ottobre aveva fatto presente i tempi e i modi necessari per l'intervento, senza essere ascoltato.
Nei giorni successivi, Badoglio fu oggetto di aspre critiche da parte del gerarca Roberto Farinacci, sul quotidiano Regime Fascista. Il Maresciallo presentò il 26 novembre le sue dimissioni dalla carica di capo di stato maggiore generale, che ricopriva ininterrottamente da oltre quindici anni e lasciò Roma per recarsi a caccia in Lomellina. Il 3 dicembre tornò a Roma e si presentò al Re per ritirare le sue dimissioni, ma venne a sapere che non c'era più nulla da fare. Il 4 dicembre 1940 venne nominato al suo posto il generale Ugo Cavallero.
Il 30 aprile 1941 il maresciallo Badoglio fu colpito dal lutto per la morte per causa di servizio di suo figlio Paolo, tenente pilota di complemento, a Sebha, in Libia. Il 19 novembre 1942 perse anche la moglie Sofia.

#### Caduta di Mussolini
Le iniziative politiche finalizzate alla destituzione di Benito Mussolini furono principalmente due: la prima, interna al Partito stesso, capeggiata da Dino Grandi, che si concretizzò con l'Ordine del Giorno presentato al Gran Consiglio del Fascismo e messo ai voti nella notte tra il 24 e il 25 luglio del 1943. La seconda nell'ambito militare, portata avanti dal capo di stato maggiore Vittorio Ambrosio (che aveva sostituito Ugo Cavallero), dal suo braccio destro generale Giuseppe Castellano e dal generale Giacomo Carboni, mirante alla sostituzione del duce con un elemento di spicco dell'esercito. Entrambe queste autonome iniziative contavano sull'intervento decisivo del sovrano. Una terza iniziativa fu portata avanti dagli elementi liberaldemocratici prefascisti, che, però, non trovò terreno fertile presso Vittorio Emanuele III. In tale quadro, il maresciallo Badoglio, portò avanti una serie di incontri, miranti a far conoscere la propria disponibilità ad assumere gli incarichi che gli sarebbero stati richiesti.
Sin dall'estate del 1942, Badoglio era stato contattato a tal proposito dalla principessa Maria Josè di Savoia, mostrandosi ancora molto prudente di fronte alle sue avances. I contatti erano, però, continuati. Successivamente, il 6 marzo 1943, il Maresciallo era stato ricevuto dal re, lasciandogli capire che si sarebbe mosso solo con il suo appoggio. Dalla prima metà di aprile ebbe ripetuti incontri con gli esponenti dell'Italia liberale prefascista (Ivanoe Bonomi, Spataro), dichiarandosi d'accordo a dar vita a un governo politico. L'incontro decisivo tra il maresciallo Badoglio e Vittorio Emanuele III si ebbe il 15 luglio, e, in tale incontro il sovrano fece intendere al generale piemontese che il nuovo capo del governo sarebbe stato lui, ma che era assolutamente contrario a un governo politico e che, almeno inizialmente, non si sarebbe dovuto chiedere l'armistizio.
Dopo l'infruttuoso incontro del 19 luglio 1943, tra Mussolini e Hitler, l'azione del capo di stato maggiore generale Ambrosio e del suo entourage fu definitivamente indirizzata alla sostituzione del duce del fascismo con Badoglio o, in subordine, con Caviglia. Mantenendo sempre un filo diretto con il sovrano, anche tramite il ministro della Real Casa Pietro d'Acquarone, Ambrosio conobbe da quest'ultimo, il giorno 20, la decisione del Re di procedere alla destituzione di Mussolini. In realtà Vittorio Emanuele III ruppe gli indugi solo il 25 luglio, una volta approvato dal Gran Consiglio del Fascismo l'ordine del giorno Grandi, che rimetteva nelle mani del Sovrano il comando supremo delle Forze Armate; proprio quella prerogativa, che, su proposta del maresciallo Badoglio, il re aveva delegato a Mussolini, al momento di entrare in guerra.

#### Badoglio capo del governo
Nella mattinata del 25 luglio 1943, prima ancora di ricevere Benito Mussolini a Villa Savoia, il settantaquattrenne Vittorio Emanuele III conferì a Pietro Badoglio l'incarico di formare il nuovo governo; il maresciallo d'Italia accettò, controfirmando l'apposito decreto. Il nuovo capo del governo aveva settantadue anni. Più tardi, alle ore 17:00, avvenne l'arresto di Mussolini, capo del governo uscente.
Il primo atto del capo del governo, nel tardo pomeriggio, e prima ancora di stilare la lista dei ministri, fu quello d'incorporare nell'esercito regolare la milizia fascista, che cessava, così, di essere una forza militare e politica di partito. Alle ore 20:00, la radio diffuse il comunicato che il Re aveva accettato le dimissioni di Mussolini e aveva nominato capo del governo, primo ministro, segretario di Stato, il maresciallo d'Italia Pietro Badoglio. Alle ore 22:45, seguì il discorso del nuovo primo ministro con alla fine le parole:
Contrariamente alle attese, l'annuncio provocò immense dimostrazioni di festa al grido di «Viva il Re, viva Badoglio». I veicoli più disparati si colmavano di passeggeri recanti scritte e bandiere, che percorrevano le strade cittadine; inoltre, manifestazioni spontanee di cittadini provvedevano a rimuovere dai palazzi i simboli del passato regime. Ciò indusse Badoglio, il giorno 26, a emanare un altro provvedimento con il quale l'autorità militare era investita di pieni poteri relativamente all'ordine pubblico, veniva istituito il coprifuoco, vietate le pubbliche riunioni e limitati i giornali a una sola edizione quotidiana; veniva inoltre diretto un secondo proclama alla nazione.
Il 27 luglio s'insediò il governo Badoglio I, cui parteciparono, tra gli altri, Umberto Ricci all'Interno, Raffaele Guariglia agli Esteri, Leopoldo Piccardi all'industria e commercio, Antonio Sorice alla guerra, e Raffaele de Courten alla Marina; non ne faceva parte nessun politico, ma era composto da sei generali, due prefetti, sei funzionari e due consiglieri di Stato. Data la delicatezza della situazione del paese sul piano internazionale, non fu oggettivamente appropriata la scelta del nuovo ministro degli esteri che, al momento, si trovava ad Ankara quale ambasciatore d'Italia e non avrebbe potuto essere a Roma prima di quattro o cinque giorni. Nel frattempo era stato arrestato il generale Ugo Cavallero, con l'accusa di preparare un colpo di Stato fascista. Successivamente Cavallero fu liberato per iniziativa di Vittorio Emanuele III, ma venne nuovamente arrestato alla fine di agosto e custodito a Forte Boccea.
La prima riunione del nuovo governo si tenne il 28 luglio, e venne deliberato lo scioglimento del partito fascista, la soppressione del Gran Consiglio e dei tribunali politici, e l'interdizione di costituire qualsiasi nuovo partito politico per tutta la durata della guerra; si preannunciavano, tuttavia, nuove elezioni generali a quattro mesi dalla cessazione dello stato di guerra. Le leggi razziali continuavano a rimanere in vigore.
Lo stesso giorno, Badoglio inviava una lettera a Hitler, ribadendo che, per l'Italia, la guerra continuava nello stesso spirito dell'alleanza con la Germania.
Contemporaneamente l'ex duce del fascismo veniva trasportato prima sull'isola di Ponza (27 luglio), poi, il 7 agosto, fu trasferito a La Maddalena, infine, il 28 agosto, a Campo Imperatore, sul Gran Sasso. Il 24 agosto avvenne l'uccisione di Ettore Muti.
Dagli atti sopra descritti, sembrerebbe che, nelle prime due settimane di governo (25 luglio-7 agosto), l'azione del governo Badoglio fosse improntata al mantenimento di un regime militare sul piano interno, e, in politica estera, tentare di far accettare alla Germania l'uscita dell'Italia dall'alleanza, in cambio dell'impegno alla più rigida neutralità, e successivamente negoziare su tali basi con gli anglo-americani. Un'idea, quella della "neutralizzazione del paese", che circolava negli ambienti militari già prima della caduta di Mussolini. Il prosieguo della vicenda avrebbe dimostrato quanto velleitarie e prive di presupposti fossero tali linee politiche, sia sotto il profilo interno, sia in quello internazionale. Sul piano interno, infatti, i partiti politici e le organizzazioni sindacali si erano ricostituite quasi subito, rendendo vane le disposizioni governative: il 26 luglio a Milano, nella notte del 27, a Roma, sotto la presidenza di Ivanoe Bonomi, e il successivo 2 agosto, a Roma, si erano riuniti i rappresentanti della Democrazia Cristiana, del Partito Liberale Italiano, del Partito Socialista Italiano, del Partito d'Azione, e del Partito Comunista Italiano; né erano cessate le dimostrazioni di piazza, che provocarono complessivamente 83 morti e 516 feriti.
Tale situazione costrinse il governo a sottoscrivere con i cinque partiti l'accordo di Roma del 7 agosto 1943, riconoscendoli legalmente, precisando inoltre che non vi fosse alcun divieto a ricostituire le organizzazioni sindacali. Tre giorni dopo, infatti, furono soppresse le corporazioni fasciste e la legislazione in materia del passato regime.
È tuttavia problematico attribuire per intero a Badoglio la responsabilità della linea politica e di tutte le decisioni adottate dal governo tra il 25 luglio e l'8-9 settembre 1943. Data la situazione istituzionale, lo svolgimento delle vicende della nomina del primo ministro, e la composizione stessa del governo, il re manteneva indubbiamente un ruolo centrale nella direzione politica del paese. Accanto al Consiglio dei ministri, esisteva infatti un Consiglio della Corona, presieduto dal sovrano, che, come si vedrà in seguito, avrebbe preso le decisioni più importanti; di tale organismo facevano parte Badoglio e altri militari influenti come il capo di stato maggiore generale Ambrosio, il capo di stato maggiore dell'Esercito Roatta e il comandante dei servizi segreti Giacomo Carboni, in ruoli subordinati al Re.
Fu infatti il Consiglio della Corona, e non il governo, che lo stesso 7 agosto, a Roma, approvò a maggioranza di due terzi, la decisione di uscire dalla guerra.

#### Armistizio
Le reazioni degli alleati, all'indomani del venticinque luglio, sembravano aprire più di uno spiraglio alla conclusione di un accordo separato, finalizzato all'uscita dell'Italia dal conflitto, garantendone contemporaneamente l'integrità del territorio dalle truppe tedesche. In tal senso si pronunciarono Winston Churchill il 27 luglio alla Camera dei Comuni, Franklin D. Roosevelt il giorno dopo e, ancor più esplicitamente il generale Dwight D. Eisenhower dalle antenne di Radio Algeri.
Tuttavia, nonostante la disponibilità degli alleati, il governo italiano restava immobile. Tale attendismo, oggettivamente inadeguato alle esigenze di rapidità delle decisioni, fu aggravato dalla necessità di attendere l'insediamento al Ministero degli Esteri dell'ambasciatore Raffaele Guariglia, che rientrò da Ankara soltanto il 30 luglio. Al contrario, il 30 luglio stesso, la Germania dava inizio all'Operazione Alarico, preparata dal feldmaresciallo Erwin Rommel su ordine di Hitler del 18 maggio 1943 e approvata da quest'ultimo sin dal 4 giugno 1943. Ciò comportò la dislocazione nella penisola italiana, nell'arco di tre settimane, di diciassette divisioni tedesche. Verso il 10 agosto, la 2ª Divisione paracadutisti dalla Francia e un'altra dalla Germania si portarono indisturbate nei pressi di Roma e, dopo il 15 agosto vennero occupate militarmente Trieste, Gorizia, Udine, La Spezia, Pistoia e Firenze.
Di fronte all'attendismo del governo italiano, e alla pericolosa iniziativa dell'esercito tedesco, il 2 agosto, il generale Eisenhower diramava da Algeri un comunicato molto più duro dei precedenti nei confronti dell'Italia e, in particolare, verso il maresciallo Badoglio. Solo allora, dopo un infruttuoso contatto con gli ambasciatori alleati presso il Vaticano, fu effettuato un primo timido tentativo di trattative da parte di Blasco Lanza D'Ajeta, consigliere di legazione italiano a Lisbona, che, il 4 agosto 1943, avvicinò l'ambasciatore britannico in Portogallo. In tale incontro Lanza, sulla base delle istruzioni avute a Roma due giorni prima da Guariglia, rappresentava agli alleati le difficoltà italiane a sganciarsi dall'alleanza con la Germania, comunicando che il giorno dopo (5 agosto) il ministro degli affari esteri si sarebbe incontrato con il suo collega tedesco a Tarvisio e avrebbe effettuato un tentativo in tal senso. Il giorno dopo, tuttavia, il ministro Guariglia non riuscì nel suo tentativo di sganciamento dai tedeschi; anzi, in tale sede, al ministro fu estorta la "parola d'onore" che il governo italiano non avrebbe, direttamente o indirettamente trattato con gli anglo-americani.
Nel frattempo, tra il 4 e il 17 agosto, gli alleati cominciarono un'escalation di bombardamenti aerei su tutte le maggiori città italiane: Napoli, Milano, Torino, Genova, Terni e la stessa Roma. Inoltre il 17 agosto veniva completata la conquista della Sicilia.
In tale situazione, solo il 12 agosto 1943, a 18 giorni dalla destituzione di Mussolini, aveva inizio il primo tentativo effettivo di trattative di pace, affidato al generale Giuseppe Castellano. Nemmeno tale missione, tuttavia, fu attuata con la speditezza che la drammaticità della situazione esigeva. Le istruzioni che il generale ebbe, per bocca del capo di stato maggiore Ambrosio furono di esporre la situazione militare, ascoltare le intenzioni degli alleati e, soprattutto "dire che noi non possiamo sganciarci dalla Germania senza il loro aiuto". Per garantire la segretezza della missione, Castellano fu inviato in treno in territorio neutrale (Lisbona), e ci mise sei giorni; conferì con i rappresentanti del Comando Alleato solo il 19 agosto. Ripartì in treno il giorno 23, giungendo finalmente a Roma il 27 agosto. La missione era durata quindici giorni. Nel frattempo, per affiancare lo stesso Castellano, furono mandati a Lisbona in aereo il generale Rossi e il generale Zanussi, che si presentarono ai rappresentanti alleati appena ripartito Castellano per Roma.
Il 27 agosto Castellano illustrò a Badoglio e a Guariglia le clausole imposte dagli alleati: costoro avevano chiesto la resa senza condizioni, da attuarsi mediante la sottoscrizione di un accordo (il cosiddetto "armistizio corto") in dodici articoli; entro la data del 30 agosto doveva essere comunicata l'adesione o meno del governo italiano tramite un apparecchio radio di cui Castellano era stato dotato; in caso di risposta affermativa, le parti si sarebbero incontrate nuovamente in una località della Sicilia da definire. Dopo l'accettazione della resa incondizionata e la cessazione delle ostilità, le parti avrebbero sottoscritto un'intesa più dettagliata (il cosiddetto "armistizio lungo"). Il sovrano fu reso edotto delle clausole dell'armistizio solo due giorni dopo (29 agosto). Una prima risposta dell'Italia fu definita il 30 agosto, quando lo stesso Badoglio diede istruzioni al generale Castellano di tornare in Sicilia per esporre le tesi contenute in un memorandum redatto dal ministro degli Esteri Guariglia; secondo tale atto l'Italia non avrebbe potuto chiedere l'armistizio prima di ulteriori sbarchi alleati che mutassero le situazioni di forza a sfavore dei tedeschi. Il generale era inoltre munito di un appunto esplicativo del capo del governo che precisava che gli sbarchi dovevano essere effettuati da almeno quindici divisioni tra La Spezia e Civitavecchia.
Il giorno dopo, alle ore 9:00, in aereo, previa comunicazione tramite l'apparecchio radio di cui era stato munito, il delegato raggiunse di nuovo Termini Imerese e di lì fu portato nella località scelta per la firma dell'armistizio "corto": Cassibile, presso Siracusa. Ivi, da Lisbona via Algeri, era stato trasportato anche il generale Zanussi, al quale – invece - erano state consegnate le clausole dell'armistizio "lungo". Di fronte all'esposizione del rappresentante italiano, gli alleati furono irremovibili e confermarono le loro richieste. Di conseguenza, Castellano e Zanussi furono rimandati a Roma quella sera stessa, sempre per via aerea e vi arrivarono quando il maresciallo Badoglio era già andato a dormire. Fu quindi il 1º settembre che avvenne la decisiva riunione al vertice, cui parteciparono il capo del governo, il ministro degli Esteri Guariglia, il capo di stato maggiore Ambrosio, i generali Castellano, Roatta e Carboni e il ministro della Real Casa Pietro d'Acquarone, in rappresentanza del re, che, inspiegabilmente, era assente.
L'unico al corrente delle condizioni dell'armistizio lungo era il generale Roatta, che era stato informato da Zanussi, e non il maresciallo Badoglio. Nonostante le obiezioni del generale Carboni, l'armistizio "corto" fu formalmente accettato. Il giorno dopo, Castellano fu riaccompagnato per via aerea in Sicilia privo, però, di una delega ufficiale alla sottoscrizione dell'accordo, richiesta dagli alleati. Tale circostanza comportò al generale un nuovo viaggio aereo di andata e ritorno e, finalmente, su delega del Re, Giuseppe Castellano, il giorno 3 settembre 1943, pose la sua firma alla conclusione della guerra tra l'Italia e le potenze alleate.

#### 8 settembre
Sin dalla fine di agosto il capo di stato maggiore Ambrosio aveva diramato alle Forze Armate la circolare op. 44, con la quale si ordinava "di interrompere a qualunque costo, anche con attacchi in forze ai reparti armati di protezione, le ferrovie e le principali rotabili alpine" e di "agire con grandi unità o raggruppamenti mobili contro le truppe tedesche". Tale circolare ne ricalcava una precedente del 10 agosto; peraltro, la sua attuazione era condizionata a ordini successivi. Sembra che Badoglio sia stato all'oscuro di tali istruzioni sino al giorno 3 settembre e che sia rimasto estraneo alla redazione dei due promemoria diramati in seguito dallo Stato maggiore.
Nel frattempo, sottoscritto l'armistizio "corto", gli alleati avevano trattenuto il generale Castellano a Cassibile e il 5 settembre avevano rimandato a Roma i suoi due accompagnatori, il Maggiore Marchesi e il pilota Vassallo, senza comunicare la data esatta in cui doveva essere reso noto l'armistizio. Castellano, tuttavia aveva dato loro una lettera per il generale Ambrosio con l'erronea indicazione – da riferire a Badoglio - che tale data sarebbe caduta tra i giorni 10 e 15 settembre, probabilmente il 12. I due emissari italiani, inoltre, avevano con loro dei documenti dove si comunicava che gli alleati, il giorno della dichiarazione dell'armistizio, avrebbero proceduto all'attuazione di uno sbarco aeronavale di una divisione aviotrasportata, in quattro aeroporti nei pressi della Capitale (Operazione Giant 2). Presa visione di tali documenti, il capo di stato maggiore diramò un promemoria alle forze di stanza intorno a Roma, per mantenere il saldo possesso degli aeroporti romani di Cerveteri, Furbara, Centocelle e Guidonia. La mattina del 6 settembre, vi fu una riunione alla quale parteciparono il Re, Badoglio, Ambrosio e il ministro della Real Casa Acquarone. Dopo tale riunione, Ambrosio diramò un ulteriore promemoria alla marina e ai comandanti delle truppe di stanza in Grecia e in Jugoslavia, di tenersi allertati, per il ricevimento di ordini "a viva voce".
La sera del 7 settembre, dopo essere sbarcati a Gaeta, giunsero a Roma due ufficiali americani (Maxwell D. Taylor e William Gardiner), che alle 23:00 incontrarono il generale Carboni per concordare i particolari dell'Operazione Giant 2, comunicandogli ufficialmente che, l'indomani alle 18:30, doveva essere resa nota l'avvenuta sottoscrizione dell'armistizio. A tale annuncio, il generale Carboni fu preso dal panico e, contrariamente a quanto assicurato ad Ambrosio il giorno prima, sostenne con forza che lo schieramento italiano non avrebbe potuto resistere più di sei ore alle truppe tedesche. Il colloquio si trasferì nella residenza di Badoglio che, data l'ora tarda, fu appositamente svegliato, e dove il comandante dei servizi segreti riuscì a convincere il capo del governo del suo punto di vista. Badoglio dettò allora un radiogramma per il generale Eisenhower, in cui si chiedeva l'annullamento dell'Operazione Giant 2 e il rinvio della dichiarazione dell'avvenuto armistizio. Per tutta risposta, la mattina dell'8 settembre, il generale Eisenhower dettò un radiogramma ultimativo al maresciallo Badoglio e richiese il ritorno dei due ufficiali americani; inoltre, dopo aver annullato – come richiesto - l'Operazione Giant 2, all'ora prevista, dalle onde di Radio Algeri, rese nota la stipula dell'armistizio tra l'Italia e le forze alleate. Alle 18:45, si tenne una concitata riunione del Consiglio della Corona. Nonostante la contrarietà del generale Carboni, i presenti decisero di accettare lo stato di fatto e il capo del governo fu incaricato di comunicare alla nazione la conclusione della resa.
Alle ore 19:45 dell'8 settembre 1943, dai microfoni dell'E.I.A.R., il maresciallo Pietro Badoglio comunicò agli italiani che:
Più tardi, Ambrosio cercò il capo del governo per fargli dare attuazione alla circolare op. 44, ma non riuscì a rintracciarlo, non pensando che il maresciallo fosse a dormire. Un timido tentativo lo effettuò la mattina dopo, senza alcun esito. Secondo Ruggero Zangrandi, Badoglio avrebbe posto un veto assoluto a quella diramazione, anche se, successivamente, il maresciallo avrebbe escluso che gli fosse mai stata chiesta alcuna autorizzazione.
All'alba del 9 settembre, secondo Indro Montanelli e Mario Cervi la superiorità germanica era incontestabile nell'Italia settentrionale, ma il rapporto era rovesciato nell'Italia centrale e nell'Italia meridionale, poiché le divisioni tedesche erano alle prese con gli anglo-americani che, dopo lo sbarco presso Reggio Calabria risalivano dal fondo lo stivale, e stavano per stabilire una testa di ponte a Salerno. In particolare a Roma, la situazione – sulla carta – era abbastanza favorevole all'esercito italiano (sei divisioni schierate, più altre due che stavano arrivando, per un totale di 50 000 uomini e 200 mezzi corazzati, a fronte di due divisioni tedesche, per soli 30 000 uomini, sia pur dotati di 600 mezzi corazzati). Con il controllo degli aeroporti garantito con l'Operazione Giant 2 e il conseguente controllo dello spazio aereo, si poteva oggettivamente resistere, per i giorni necessari ad attendere l'arrivo delle truppe alleate dal Mezzogiorno. Della situazione di svantaggio era pienamente consapevole e sinceramente preoccupato il Comandante tedesco, Albert Kesselring temendo – sembra - più della superiorità numerica dell'esercito italiano, le capacità strategiche del maresciallo Badoglio. Di avviso contrario fu il capo di stato maggiore dell'Esercito italiano Roatta che, in quelle ore, consegnò al generale Carboni un ordine scritto con il quale lo si nominava comandante di tutte le truppe dislocate in Roma, escludendo, però, la difesa della capitale.
In tale clima il sovrano e il maresciallo Badoglio, il 9 settembre, alle ore 5:10, si accinsero a fuggire per raggiungere il Sud, via Pescara, percorrendo proprio la via Tiburtina, ove stava ripiegando anche un corpo d'armata motorizzato, inizialmente previsto a difesa di Roma. Del convoglio facevano parte la regina Elena di Savoia, il principe Umberto II di Savoia, Ambrosio e Roatta. Nella concitazione del momento - e nella consapevolezza che i tedeschi erano già sulle tracce di Mussolini - non fu effettuata alcuna fermata per prelevare l'ex duce del fascismo, prigioniero sul Gran Sasso, a poche decine di chilometri dal percorso effettuato.
Badoglio si imbarcò la mattina del 10, da Pescara, con la corvetta Baionetta (classe Gabbiano, serie Scimitarra). Poco dopo la corvetta fece sosta nel vicino porto di Ortona, dove si imbarcarono i sovrani e gli altri componenti della spedizione, diretti a Brindisi. Nello stesso giorno l'esercito italiano di stanza a Roma privo di qualunque ordine e disposizione, dopo aver lasciato sul campo oltre 1 000 morti, si arrese ai tedeschi.
Badoglio nella fasi della fuga da Roma dell'8 settembre si "dimenticò opportunamente" il "Memoriale Cavallero ben in vista sulla sua scrivania della Presidenza del Consiglio, condannando a morte per mano dei tedeschi il generale Ugo Cavallero da sempre a lui inviso.
Stessa sorte toccò all'intero esercito italiano, lasciato privo di direttive dallo Stato maggiore, si dissolveva nel giro di pochi giorni.
La Corte Reale e Badoglio assicuratisi che Brindisi fosse saldamente in mano agli americani vi si stabilirono come la sede del governo che, sotto la tutela dell'Amministrazione Militare anglo-americana, ebbe giurisdizione sulle provincie di Bari, Brindisi, Lecce e Taranto. Il 29 settembre 1943 Badoglio firmò a Malta il cosiddetto armistizio lungo.
Il 13 ottobre 1943, infine, per mano del diplomatico Giacomo Paulucci di Calboli, il governo Badoglio dichiarò guerra alla Germania.

### Governo Badoglio II

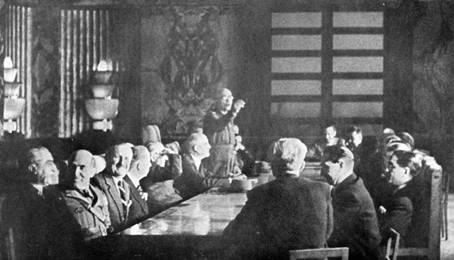
Prima riunione del secondo governo Badoglio a Salerno (22 aprile 1944)

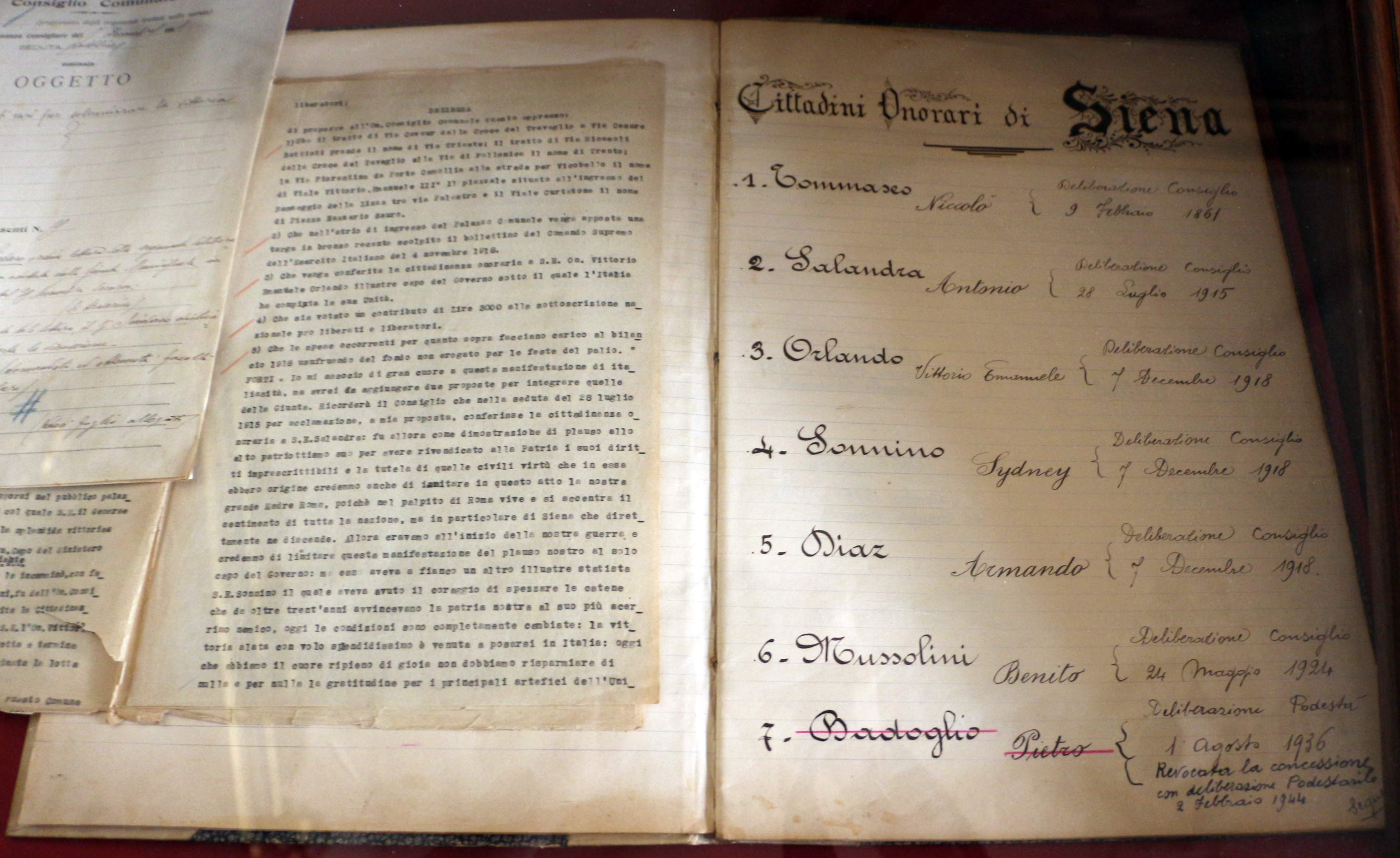
Cittadinanza onoraria di Siena revocata a Badoglio con decreto del Podestà il 2 febbraio 1944

Il primo problema che Badoglio dovette porsi nella nuova sede, fu quello dell'agibilità delle funzioni governative, in quanto diversi ministri erano rimasti a Roma (Guariglia, Ricci, Sorice, De Courten e Piccardi). Il problema fu inizialmente risolto nominando alcuni sottosegretari facenti funzione di ministri. Successivamente, nel febbraio 1944 quando il governo si stabilì a Salerno, divenuta sede del governo, ricevendo dagli alleati il controllo di tutta l'Italia meridionale liberata, Badoglio provvide alla sostituzione dei Ministri assenti. Lui stesso si assegnò il Ministero degli affari esteri.
Il secondo problema - più importante - fu quello del riconoscimento politico del governo stesso. Badoglio tentò di risolverlo sin dall'ottobre 1943, offrendo l'incarico di ministro degli Esteri a Carlo Sforza, che, rientrato in Patria dopo un esilio durato sedici anni, era accreditato come il personaggio di maggior spicco dell'antifascismo democratico. Sforza pose come condizione l'abdicazione di Vittorio Emanuele III; successivamente, si fece portavoce di una soluzione che avrebbe posto sul trono il nipote infante (Vittorio Emanuele IV) del sovrano, con la reggenza del maresciallo Badoglio. Quest'ultimo mise al corrente di tale evenienza il sovrano, che, naturalmente, espresse la sua contrarietà.
L'impasse fu superata con l'accettazione di una proposta di Enrico De Nicola, cui Sforza aderì, consistente nel formale mantenimento della titolarità del trono da parte di Vittorio Emanuele III, ma il trasferimento di tutte le funzioni al figlio Umberto, quale Luogotenente del Regno. Tale trasferimento si sarebbe concretizzato con l'ingresso degli alleati nella Roma liberata. Ciò consentì la formazione a Salerno, il 22 aprile 1944, del primo governo politico post-fascista, sostenuto dai sei partiti del Comitato di Liberazione Nazionale, sempre a guida Badoglio. Alla vicepresidenza fu nominato il comunista Palmiro Togliatti; ministri senza portafoglio: Benedetto Croce, Carlo Sforza, il socialista Pietro Mancini e il democristiano Rodinò. Data la debolezza della sua presidenza, il governo Badoglio II resse solo poche settimane, sino a quando l'8 giugno 1944, con il ritorno a Roma, il maresciallo Badoglio dovette rassegnare le dimissioni nelle mani del nuovo luogotenente del Regno. Gli successe il 18 giugno Ivanoe Bonomi. A questo periodo risale la Badoglieide, canzone partigiana altamente corrosiva che riassume da posizioni decisamente antimonarchiche la vita di Badoglio con collegamenti al presente e al governo Badoglio I, in particolare alle conseguenze dell'applicazione rigorosa da parte del generale Enrico Adami Rossi a Torino della sua circolare sull'ordine pubblico, a firma però del generale Mario Roatta; a seguito di questa circolare varie manifestazioni, a Reggio Emilia e a Bari il 28 luglio 1943 e a Milano il giorno dopo, vennero represse con la forza causando la morte di vari dimostranti.
Alla fine di giugno del 1944 Badoglio si ritirò a Cava de' Tirreni con la nuora e i nipoti (di cui uno liberato al lago di Braies in Alto Adige), che gli furono di conforto nell'assenza del figlio Mario, deportato in Germania e rinchiuso nei campi di concentramento di Mauthausen e Dachau. Sopravvissuto, Mario Badoglio morirà prima del padre, nel 1953, per i postumi della prigionia. Nel marzo 1946 l'Alta Corte di Giustizia dichiarò il Maresciallo decaduto dalla carica di senatore, con la quasi totalità dei componenti dell'assemblea vitalizia. Nel luglio 1948 la Corte di Cassazione confermò tale sentenza.

### Anni del secondo dopoguerra e accusa di crimini di guerra
Il trattato di pace sottoscritto il 10 febbraio 1947 prevedeva, all'art. 45, l'impegno, da parte dell'Italia, di assicurare l'arresto e la consegna, ai fini di un successivo giudizio, di tutte le persone accusate di aver commesso o ordinato crimini di guerra. Nel maggio 1948 il governo etiope inviò all'apposita commissione dell'ONU per i criminali di guerra una lista di dieci presunti criminali, comprendente il maresciallo Pietro Badoglio, per il deliberato uso di gas e il bombardamento di ospedali della Croce Rossa, ordinato durante la campagna del 1935-1936. L'Etiopia si era appellata a un'altra clausola del Trattato di pace, che indicava un ininterrotto stato di guerra tra essa e l'Italia sin dal 3 ottobre 1935; successivamente (novembre 1948), pertanto, chiese la consegna degli accusati per sottoporli a processo. L'Italia, peraltro, riuscì a ottenere dagli Alleati la rinuncia all'applicazione di tali clausole, impegnandosi a provvedere direttamente al giudizio di tutti i presunti criminali, individuati dalla Commissione ONU.
Quando la Commissione d'inchiesta italiana cominciò i lavori (che, peraltro si conclusero con l'archiviazione delle posizioni di tutti gli accusati) il nome di Badoglio non compariva più in nessun elenco.
Rientrato a Grazzano dopo la Liberazione, il maresciallo volle che la casa natia, una volta ristrutturata, diventasse un asilo infantile, intitolato alla mamma Antonietta Pittarelli e destinato ad accogliere gratuitamente i piccoli del paese, riservandosi alcuni locali, da destinare a museo. Nei mesi estivi era lui stesso ad accompagnare i visitatori, illustrando i vari cimeli esposti e le vicende della sua vita militare.

### Morte
Pietro Badoglio morì a Grazzano il 1º novembre 1956 per un attacco di asma cardiaca. I funerali si svolsero il 3 novembre successivo, anniversario della firma dell'armistizio di Villa Giusti, con la partecipazione dei rappresentanti del governo e delle autorità e con tutti gli onori militari. Nel cimitero di Grazzano Badoglio vi è una cappella dove oltre a quella di Pietro Badoglio sono custodite le spoglie di altri familiari.
Nel 1991, dopo la chiusura dell'asilo Pittarelli, la casa natia del Maresciallo d'Italia fu destinata a centro culturale, per conto della Fondazione Badoglio, divenuta proprietaria di tutti i locali.

## Aspetti controversi
I ruoli ricoperti nella sua carriera militare e in quella politica esposero Badoglio a interpretazioni ostili di diverso orientamento, ma la mole delle critiche rivoltegli è tale che desta sensazione: fu mal visto e peggio reputato da destra come da sinistra, dai militari come dai politici, dai repubblicani come dai monarchici, dagli alleati come dai tedeschi. Resta l'uomo che lega indissolubilmente il suo nome a Caporetto, all'iprite e all'8 settembre.
Del soldato è discussa la velocità della carriera. Circa l'utilizzazione dell'iprite, i fatti (sconosciuti allora all'opinione pubblica italiana) sembrarono inaccettabili anche per un tempo nel quale ancora non erano intervenute le profonde mutazioni culturali del dopoguerra e i limiti della morale bellica dell'epoca erano alquanto più elastici degli odierni.
Nel 1965 fu tolto il segreto di Stato alle risultanze dell'apposita commissione d'inchiesta sulla mancata difesa di Roma dell'8-10 settembre 1943. Risultò così che i tre commissari, riuniti tra il 1944 e il 1945 sotto la presidenza del comunista Palermo, avevano dato un'interpretazione strettamente militare all'evento, attribuendone la responsabilità al capo di stato maggiore dell'Esercito Mario Roatta e al comandante delle truppe dislocate in Roma generale Giacomo Carboni. Fu così che Badoglio, dopo i fatti di Caporetto e i crimini della campagna d'Etiopia, sfuggì per la terza volta ai rigori di una Commissione d'inchiesta.
La carriera bruciante, la mancanza assoluta di sanzioni (malgrado le sue responsabilità a Caporetto) e la stessa lunga convivenza istituzionale forzosa con Mussolini sono apparsi come segnali di qualche incongruenza che troverebbe spiegazione solo nell'appartenenza di Badoglio alla Massoneria. La rivista ufficiale del Grande Oriente d'Italia, Rivista Massonica, in un numero del 1976, (a p. 247), conferma l'affiliazione di Badoglio a una loggia del Grande Oriente d'Italia. Dell'affiliazione massonica di Badoglio sembra convinto anche il generale Luigi Cadorna (capo di stato maggiore dell'Esercito) che il 6 marzo 1917 scrive al figlio Raffaele «A Capello ho dato Badoglio come desiderava. Così sono in pieno tre puntini! Almeno non mi diranno che ho delle prevenzioni!»
Per quanto riguarda gli eventi del 25 luglio 1943, relativi alla messa in minoranza di Mussolini nel Gran Consiglio del fascismo e il suo successivo arresto, secondo Peter Tompkins, sarebbe stato determinante il vincolo massonico derivante dall'iniziazione alla Gran Loggia d'Italia degli Alam, che legava ancora dodici dei diciannove consiglieri contrari a Mussolini. Non a caso la vicenda si concluse con il conferimento dell'incarico di capo del governo al massone non dichiarato Pietro Badoglio, «da parte del massone segreto di Piazza del Gesù Vittorio Emanuele III».
Piemontese (del Monferrato) come il re, sembrò avere sempre il costante sostegno dalla Corona, sebbene non sia sempre stato graditissimo nemmeno al Quirinale.

## I racconti di Badoglio
A proposito dell'arresto di Mussolini, Badoglio descrisse una versione del colloquio di Villa Ada fra il Re e Mussolini, che non trova suffragio di attendibilità presso gli storici, anche perché il colloquio era a due e nessuno dei (due) presenti ne parlò.
Dell'armistizio spiegò che era stato siglato perché la rete ferroviaria era stata resa inservibile e perché la Germania aveva inviato in Italia truppe non richieste, aveva ridotto le forniture di carbone e si era appropriata di un carico di grano, quest'ultima cosa grave al punto da non lasciare più tempo da perdere. Contattato Eisenhower, continuò, «vennero dei patti un po' imbrogliati che non sto a chiarirvi».
Circa alcune sue reiterate dichiarazioni riprese da De Felice, secondo le quali Mussolini avrebbe avuto in programma di chiedere un armistizio per il 15 settembre, la circostanza non trova riscontri probanti.

## Il museo
La casa dove nacque e dove morì è oggi adibita a museo ed è di proprietà della Fondazione Badoglio. La famiglia Badoglio la vendette nel 1922, ma nel 1937 l'Associazione Mutilati e Invalidi di Guerra di Casale Monferrato la riacquistò e la donò a Pietro Badoglio. Badoglio decise che sarebbe divenuta la sede dell'asilo infantile intitolato alla madre Antonietta Pittarelli, riservandosi una parte come propria abitazione e museo. Nel 1988 l'Asilo Pittarelli è stato chiuso. Nel 1991 è stato costituito il Centro Culturale Pietro Badoglio (Direttore Alessandro Allemano) che gestisce il Museo Badoglio.

## Matrimonio e figli
Pietro Badoglio sposò a Roma il 26 ottobre 1904 Sofia Valania (Milano, 1884 - Roma, 19 novembre 1942), figlia del colonnello dei granatieri Ferdinando Valania e di sua moglie, Luigia Dobrilla. Da questa unione nacquero i seguenti figli:
- Mario (Roma, 1º agosto 1905 - San Vito al Tagliamento, 10 febbraio 1953), diplomatico e Capitano di complemento della Regia Aeronautica, sposò a Sanremo il 3 gennaio 1937 Giuliana Rota, figlia del senatore Francesco Rota dei Conti di San Vito e di Mary Treherne Dalrymple.
- Francesco Ferdinando (1908 - 1911).
- Paolo Ferdinando (Roma, 6 gennaio 1912 - incidente sul fronte, Sebha 30 aprile 1941), Tenente di complemento d'aviazione. Sposò a Roma il 6 luglio 1935 Anna (detta Annina) Silj, figlia del senatore Bernardo Silj, nipote del cardinale Augusto Silj e cugina del Cardinale Pietro Gasparri.
- Maria Immacolata (Roma, 15 gennaio 1915 - Pistoia, 3 marzo 1985), sposò a Roma il 12 aprile 1939 il marchese Antonio Corbizzo Altoviti Avila Niccolai Lazzerini (n. Firenze, 15 ottobre 1914).

## Onorificenze e decorazioni

### Promozioni per merito di guerra
5 distintivi di promozione per merito di guerra (per ufficiali generali ed ammiragli)
1 distintivo di promozione per merito di guerra (per ufficiali superiori)